# Ford Supervan
 (novembre 2022).
 (juin 2025).

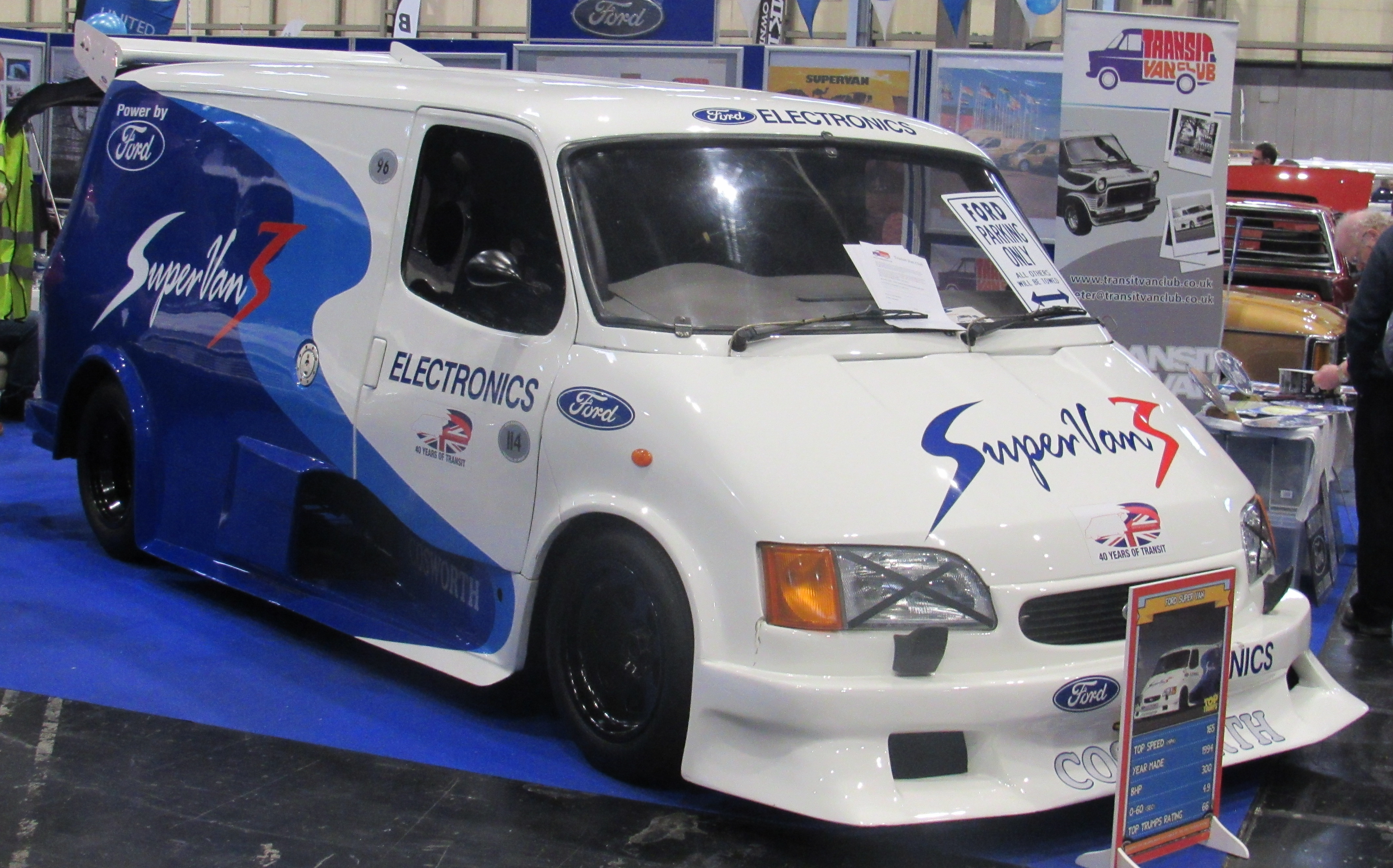
Ford Supervan 3.5 de 1994 présenté lors du NEC Classic Motor Show 2017, à Birmingham.

Les Ford Transit Supervan étaient une série de véhicules promotionnels construits pour Ford Royaume-Uni. Ils combinaient le contour et l'apparence du fourgon Ford Transit populaire avec le châssis et les performances d'une voiture de course sportive.

## Supervan
Le Supervan est apparu pour la première fois lors de la réunion de Pâques 1971 à Brands Hatch. Un châssis modifié de Cooper Monaco couplé avec un moteur central V8 de Ford GT40 de 400 ch (298 kW) ont donné au Transit Mark 1 avec carrosserie standard en acier embouti une vitesse de pointe d'environ 240 km/h. Le véhicule avait été construit pour Ford par Terry Drury Racing. Extérieurement, la camionnette ressemblait beaucoup à un Transit standard, avec la livrée de course blanche de Ford ainsi que trois petites bandes horizontales bleues. Les passages de roue étaient évasés pour presque couvrir les roues plus larges, mais cela était à peine plus perceptible que les extensions installées sur le Transit de production à empattement long. L'aérodynamisme de la carrosserie surélevée était cependant grossière, et bien que la camionnette soit généralement démontrée avec une traînée lors des démarrages, la levée de la carrosserie limitait sa vitesse de pointe sur une piste.
En 1978, le Transit a été redessiné en tant que Mark 2, avec un look assez différent. L'apparence du Supervan semblait maintenant datée et ne convenait plus à la promotion du «nouveau» Transit.

## Supervan 2
En 1984, un nouveau Supervan a été construit. La carrosserie était une réplique en fibre de verre du Transit Mark 2, bien que légèrement abaissée et équipée d'un bas de caisse avant, de grandes entrées d'air latérales et d'un aileron arrière surélevé. Le châssis provenait d'une Ford C100 du Groupe C, équipée d'un moteur Cosworth DFL. Il a été construit par Auto Racing Technology de Wollaston Northants. Les débuts du Supervan 2 ont eu lieu à Donington Park pour la première course du Grand Prix de camions britannique. Lors des tests à Silverstone, il a été chronométré à 174 mph (280 km/h).
La durée de vie promotionnelle du Supervan 2 était encore plus courte que celle du premier Supervan. Un peu plus d'un an plus tard, le Transit Mark 3 a été mis en vente, avec un contour très différent. Le Supervan 2 a pris sa retraite au musée Leyland Motors.

## Supervan 3
En 1994, pour promouvoir le nouveau Transit Mark 3 relifté, le Supervan 2 a été reconstruit en Supervan 3. C'était la première fois que le Supervan était utilisé pour promouvoir un nouveau modèle, plutôt qu'un modèle déjà en fin de vie. Une réplique de la nouvelle carrosserie, réduite à l'échelle sept huitièmes, a été montée, ainsi qu'un nouveau moteur, le Cosworth HB. Le travail a été réalisé par DRL Engineering de Suffolk. Cette version a également eu la plus longue durée de vie promotionnelle, apparaissant en public jusqu'en 2001. Avec plusieurs livrées bleue et blanche de Ford au fil des ans, son apparence finale était en rouge Royal Mail, célébrant le nouveau contrat de Ford pour la fourniture de leurs fourgons, succédant à un long accord avec Leyland DAF Vans.
En 2004, une rénovation a été annoncée. Le moteur a été remplacé par un moteur V6 Cosworth Pro Sports 3000 de Ford plus pratique, et la livrée Ford Motorsport bleue et blanche de 1984 a été restaurée. Ce travail a été réalisé par Sporting and Historic Car Engineers de Bicester.
En 2007, il a été suggéré que le châssis du Supervan 3 pourrait être reconstruit en C100 et utilisé pour des courses de voitures de sport historiques.